# Asipulo
Asipulo (Bayan ng  Asipulo) es un municipio filipino de cuarta categoría perteneciente a  la provincia de Ifugao en la Región Administrativa de La Cordillera, también denominada Región CAR.

## Geografía
Tiene una extensión superficial de 182.87 km² y según el censo del 2007, contaba con una población de 13.340 habitantes y 2.129 hogares; 14.403 habitantes el día primero de mayo de 2010

### Barangayes
Asipulo se divide, a los efectos administrativos. en 9 barangayes o barrios, todos de  carácter rural.
| - Amduntog - Antipolo | - Camandag - Cawayan | - Haliap - Namal | - Nungawa - Panubtuban | - Pula |

## Historia
Municipio creado el año 1992.